# Vyssokyï
Vyssoky
Vyssokyï (ukrainien : Високий) ou Vyssoky (russe : Высокий), littéralement « haut », est une commune urbaine de l'oblast de Kharkiv, en Ukraine. Elle compte 9 829 habitants en 2021.

## Géographie
La commune est située à 13 kilomètres au sud-ouest de la ville de Kharkiv, dans le bassin versant de la rivière Donets.